# Colin Atkinson
 (février 2018).
Si vous disposez d'ouvrages ou d'articles de référence ou si vous connaissez des sites web de qualité traitant du thème abordé ici, merci de compléter l'article en donnant les références utiles à sa vérifiabilité et en les liant à la section « Notes et références ».
Pour les articles homonymes, voir Atkinson.
Colin Atkinson est un personnage de fiction du feuilleton télévisé Les Feux de l'amour. Il est interprété par Tristan Rogers du 8 décembre 2010 au 28 novembre 2019. Sa voix française est Jean Barney.

## Histoire

### Colin, le père de Cane
Fin 2010, Colin débarque à Genoa (épisode diffusé en mai 2014 sur TF1). Cane ayant des problèmes avec Blake Joseph, Colin, le chef de la mafia arrive à Genoa. Il se rapproche très vite de Jill, qui tombe très vite amoureuse de lui. Colin et Cane avouent à Jill qu'ils se connaissent par le passé mais omettent de dire qu'ils ont un lien de parenté. Jill se présente comme la mère de Cane. Cane et Colin se disputent en privé à propos de Samantha, la grande sœur de Cane, décédée un 13 décembre. Début 2011, Jill et Colin se financent, au mécontentement de Katherine et Cane.

### La mort de Cane
Le 4 février 2011 (épisode diffusé le 21 juillet 2014), le jour du mariage de Jill et Colin, Cane veut s'interposer au mariage pour dire la vérité à propos de Colin à Jill mais Blake s'interpose. Cane et Blake se battent jusqu'à ce que Blake tire sur Cane. Il tombe par terre. Les deux hommes meurent sous les yeux de Lily et les jumeaux. Blake s'est brisé la nuque et Cane s'est fait tirer dessus. Lily pleure sa mort. Son corps est plus tard amené à la morgue. Colin demande pardon a son fils. Après la mort de Cane, Colin se rapproche de la famille Winters, et à ses petits-enfants.

### Geneviève, la mère de Cane et la femme de Colin
En mai 2011, Geneviève Atkinson arrive à Genoa, c'est la mère biologique de Cane. On apprend aussi que le fantôme de Cane qui hante Lily n'est autre que le vrai Cane. On apprend également qu'il a un frère jumeau, Caleb et que c'est lui qui a été tué par Blake 4 mois plus tôt, ce dernier antenne confondu Cane avec Caleb sans savoir que Caleb était à Genoa. Cane se fait passer pour Caleb devant Colin, ayant prévu de kidnapper les jumeaux pour les élever en Australie. Mais le 10 juin, la vérité éclate, Neil ayant appris que Caleb était Cane, dit la vérité à tout le monde. Cane dit ensuite la vérité, qu'il s'est fait passer pour mort. Il se met à dos tout le monde, sauf sa mère. Pendant ce temps, Colin retrouve Geneviève, qui avoue à Jill qu'elle est sa femme et que Cane est son fils. Elle pousse Colin du balcon, afin de se venger de lui et de ce qu'il a fait durant leur mariage. Colin est conduit à l'hôpital. Elle le confronte une nouvelle fois jusqu'à ce qu'elle l'embrasse sous les yeux de Jill.
Pendant longtemps, Cane avait travaillé avec Ronan Malloy pour exposer Colin, car Cane pensait que Colin mettait en place un plan pour tuer Geneviève et même Gloria Abbott Bardwell. Il a mis en place un faux appel téléphonique pour amener Gloria chez Geneviève, cependant, en raison d’une crise familiale, Gloria a dû annuler. L’ex-femme de Cane, Lily, appelle bientôt Geneviève et lui demande si elle peut venir chez elle pour parler. Cependant, lorsque Lily arrive, une explosion, provoquée et mise en place par Colin, se produit. Cane précipite Lily hors de la maison en feu, lui sauvant ainsi la vie. Geneviève, qui n’était pas à la maison à ce moment-là, reçoit un appel des pompiers quelques instants plus tard. Pendant tout ce temps, Colin était avec Jill dans sa suite au Genoa City Athletic Club, tandis que Jill l’avait menotté au lit, essayant de lui faire sortir la vérité. Jill, finit par se rendre compte qu’on ne peut pas lui faire confiance et appelle Ronan, qui l’arrête. Pendant ce temps, Geneviève se précipite à l’hôpital pour vérifier sa gouvernante Myrna (qui n’avait jamais été vue, seulement mentionnée), qui était dans la maison au moment de l’explosion. Colin est condamné à une peine de prison, expulsé et emprisonné en Australie. En mai 2012, Geneviève a reçu un appel téléphonique de Colin dans lequel il a déclaré qu’il avait été libéré de prison et qu’il se trouvait dans un endroit confortable et confortable dans le monde.

### Colin kidnappe Jill
En février 2014, Jill est brusquement kidnappée sur le terrain du manoir Chancellor. Il est révélé que Colin l’a kidnappée alors qu’il fait face à la déportation et qu’il a besoin qu’elle l’épouse à nouveau pour qu’il reste dans le pays. Elle refuse, mais il fait allusion au fait qu’il connaît la vérité derrière le mystère d’une boîte à musique que Katherine a laissée à Jill avant sa mort. En conséquence, Jill épouse Colin à nouveau et ils retournent à Genoa City, où Jill ment à ses proches en disant qu’elle est tombée amoureuse de Colin et s’est remariée avec lui.

### Bref retour
Il est revenu peu de temps après en septembre 2016 et a découvert que Jill était au courant de la liaison de Phyllis et Billy. Il a offert à Jack Abbott de révéler quelque chose de secret sur sa femme pour 1 million de dollars. Jack refuse d’abord l’offre mais revient finalement vers Colin avec un sac d’argent pour découvrir la vérité.
Jill et Colin se sont brièvement séparés en 2017 après qu’il a vidé son compte bancaire personnel.